# 17518 Redqueen
17518 Redqueen este o planetă minoră (asteroid), cu un diametru de 6,986 km, din centura de asteroizi. A fost descoperită pe 18 decembrie 1992 la JCPM Yakiimo Station⁠(d) de Akira Natori⁠(d) și a fost numită după Sabia de sticlă. 
Obiectul prezintă o orbită caracterizată de o semiaxă mare de 2,6268392 UAi, o excentricitate de 0,08, o înclinație de 16,42955 ° în raport cu ecliptica.